# Avantasia
Avantasia pronúncia:(A-VAN-TEI-JA) é um projeto musical capitaneado por Tobias Sammet, vocalista e principal compositor da banda de heavy metal alemã Edguy; seu nome é a junção de duas palavras: Avalon (local místico nas histórias do Rei Arthur) e Fantasia (terra fictícia do livro A História sem Fim). Trata-se da reunião de integrantes de diversas bandas para a gravação de um trabalho envolvendo Heavy Metal, Hard Rock, Música Clássica e Ópera. Os dois primeiros álbuns que constituem o projeto trazem uma Metal Opera com uma história épica que mistura ficção, realidade (alguns personagens realmente existiram), religião e filosofia.

## História

### The Scarecrow
O álbum de Avantasia chamado The Scarecrow (O Espantalho), foi lançado no dia 25 de janeiro de 2008. O material foi produzido por Sascha Paeth, que também é responsável pela gravação das linhas de guitarra base. A bateria foi tocada por Eric Singer enquanto as linhas de baixo são responsabilidade do próprio Tobias, e a orquestra foi produzido por Michael Miro Rodenberg.
Apesar do álbum ser conceitual, The Scarecrow não é uma sequência dos dois trabalhos anteriores.
Os vocalistas que participam no álbum são Jorn Lande (Masterplan), Bob Catley (Magnum), Roy Khan (Kamelot), Alice Cooper, Oliver Hartmann (ex-At Vance), Michael Kiske (ex-Helloween) e Amanda Somerville - (Aina e Epica). Os guitarristas são Rudolf Schenker (Scorpions), Kai Hansen e Henjo Richter (Gamma Ray)

### Continuação
Em 2009, Tobias Sammet anunciou em seu site que a continuação de The Scarecrow seria lançada em dois álbuns simultâneos, The Wicked Symphony e Angel of Babylon, lançados em 3 de abril de 2010. Tobias também anunciou alguns convidados: os bateristas Eric Singer, Alex Holzwarth e Felix Bohnke, o tecladista Jens Johansson (do Stratovarius), Simon Oberender e Miro Rodenberg, e os vocalistas Michael Kiske, Bob Catley, Jørn Lande, Tim "Ripper" Owens, Klaus Meine, Russell Allen e Andre Matos (ex-Angra), Ralf Zdiarstek, Cloudy Yang, Jon Oliva, e os guitarristas Sascha Paeth, Oliver Hartmann, Bruce Kulick e Henjo Ricther. As linhas de baixo são responsabilidade do próprio Tobias.

### DVDThe Flying Opera: Around the World
É um DVD duplo, onde o primeiro disco contém um show completo da banda gravado nos shows no Wacken Open Air (Alemanha) e Masters Of Rock (República Tcheca), e o segundo um documentário da turnê e todos os clipes já lançados pelo grupo.
O lançamento, que além do DVD duplo inclui dois CDs com as músicas cantadas nos shows, foi lançado em Março de 2011.

### The Mystery of Time,The Mystery World Toure possível hiato (2013-14)

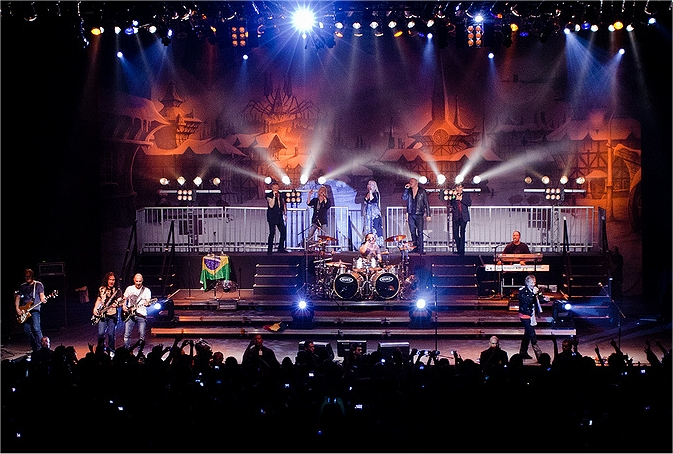
Avantasia ao vivo em São Paulo, Brasil em 2013

Em 2012, Tobias anunciou que começou a trabalhar em um novo álbum do projeto, a ser lançado em março de 2013, com o título The Mystery of Time.
A maior turnê do Avantasia aconteceu entre abril e agosto de 2013. A turnê consistiu em 30 concertos e sete aparições como atrações principais em festivais europeus, um festival no Canadá e shows de três horas na América do Sul, Japão, Rússia, Alemanha, Suíça, Itália e Holanda.

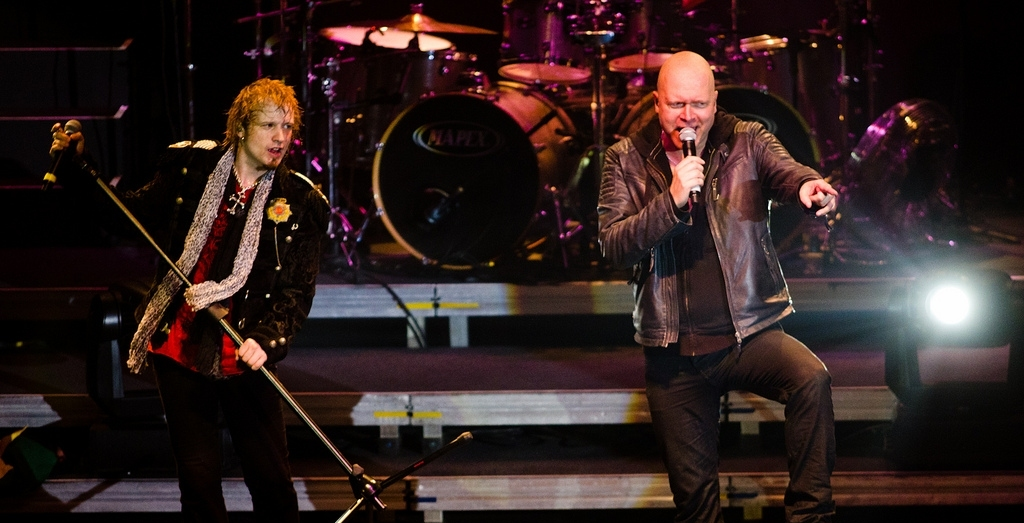
Avantasia ao vivo em São Paulo, Brasil em 2013

Com dois shows restando, Tobias disse à imprensa que o Avantasia seria uma das atrações principais do Wacken Open Air de 2014. Na ocasião, ele também sugeriu que aquilo seria a despedida do Avantasia, sem nenhum atividade planejada para o futuro próximo:
| “ | Não haverá mais atividades do Avantasia, será apenas um show. Eu posso voltar com uma ideia e ir atrás dela em algum lugar no futuro distante, não diria que adeus é para sempre desta vez, mas eu não tenho ideia de quando e onde e quem poderia se juntar a nós e como isso soaria e pareceria, se nós fizermos isso novamente em alguns anos. Então, peguem suas entradas para o Wacken 2014 porque será sua última chance de nos ver, se não para sempre ao menos por alguns anos. | ” |

### Ghostlights, Ghostlights World Tour e futuro do projeto (2014-atualmente)
Em uma entrevista de maio de 2014 sobre o então mais recente álbum do Edguy Space Police: Defenders of the Crown, Tobias afirmou que o The Mystery of Time sugeria uma sequênca. Em julho de 2015, Tobias confirmou a continuação por meio da página oficial do Avantasia no Facebook - o novo álbum foi intitulado Ghostlights e foi lançado em janeiro de 2016, com uma turnê mundial a acontecer em seguida. Como havia ocorrido em 2014, Tobias novamente sugeriu que a Ghostlights World Tour poderia ser a última atividade do projeto por um bom tempo:
| “ | Eu não acredito que faremos outra turnê nos próximos três, quatro, cinco anos, tem tantas pessoas envolvidas com compromissos individuais. [a turnê] será a última vez em muito tempo que você terá a chance de nos ver. | ” |

| “ | Eu também não tenho planos de fazer outro álbum do Avantasia no futuro próximo. Eu não cometerei o erro desta vez de dizer que está completamente acabado, mas... ah, Deus... eu acho que não haverá outro álbum do Avantasia nos próximos cinco anos ou algo assim. Eu duvido. Mas eu realmente não sei, talvez eu queira fazer mais um em três anos, quem sabe? Eu não posso dizer, exatamente. | ” |

## Integrantes

### Vocalistas

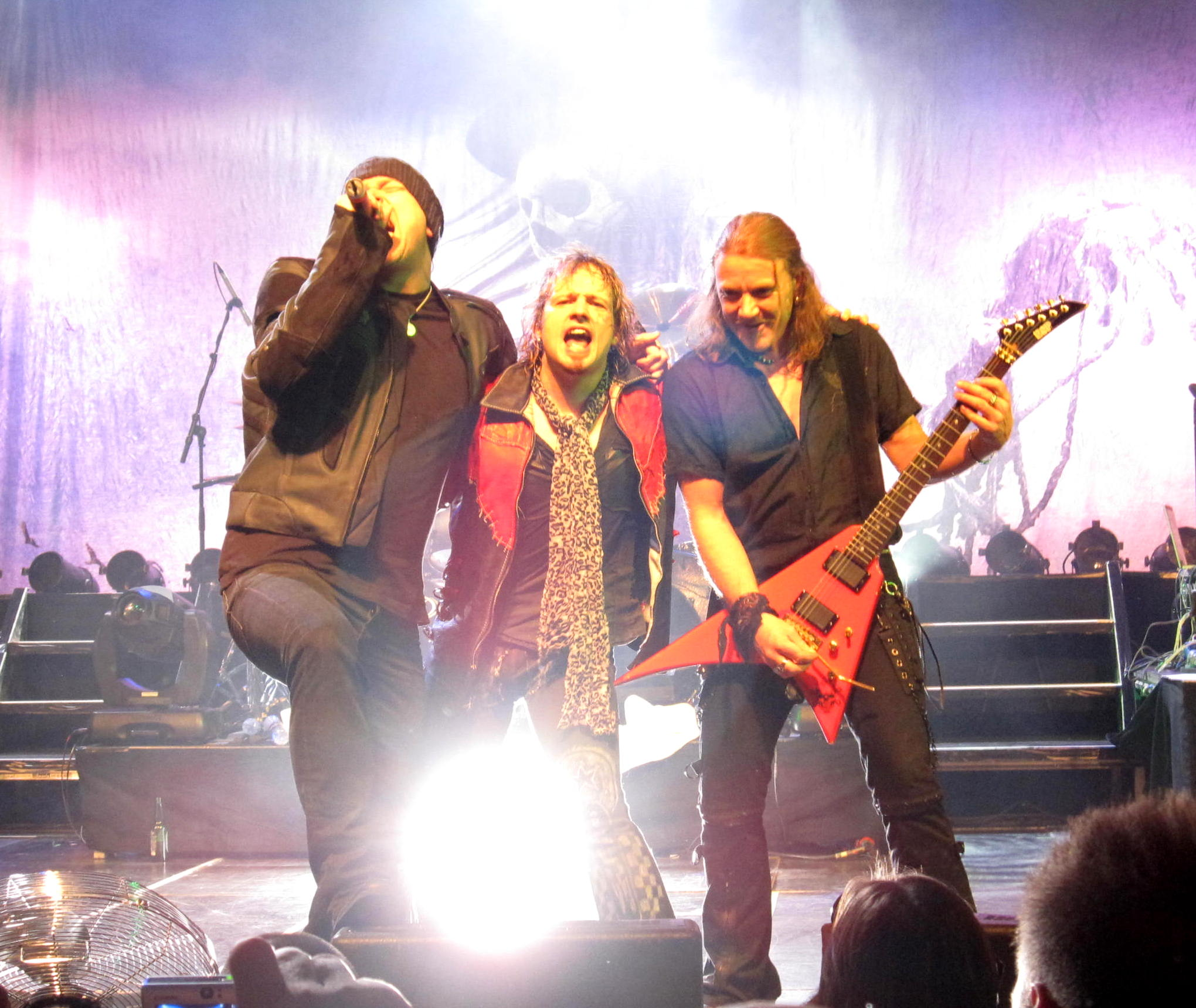
Michael Kiske, Tobias Sammett e Kai Hansen durante apresentação do Avantasia em 2010.

- Tobias Sammet (Edguy) - Gabriel Laymann
- Marco Hietala (Nightwish)
- Michael Kiske (Unisonic, Helloween) - Druida Lugaid Vandroiy
- David DeFeis (Virgin Steele) - Frei Jakob
- Sharon den Adel (Within Temptation) - Anna Held
- Rob Rock (Impellitteri) - Bispo Von Bicken;
- Oliver Hartmann (ex-At Vance) - Papa Clemente VIII
- Andre Matos (Viper, ex-Angra, Shaman e ex-Symfonia) - Elfo Elderane
- Kai Hansen (Helloween, Gamma Ray, Unisonic) - Regrin, o Anão
- Timo Tolkki (ex-Stratovarius, Revolution Renaissance, ex-Symfonia) - Misteriosa Voz da Torre
- Bob Catley (Magnum) - Árvore da Sabedoria
- Ralf Zdiarstek (Warrior) - Oficial de justiça Falk Von Kronberg
- Jørn Lande (Masterplan)
- Amanda Somerville (Aina)
- Alice Cooper
- Roy Khan (ex-Kamelot)
- Klaus Meine (Scorpions)
- Tim "Ripper" Owens (ex-Judas Priest, ex-Iced Earth, Carreira solo)
- Russell Allen (Symphony X)
- Cloudy Yang (Avantasia)
- Jon Oliva (Jon Oliva's Pain, Ex-Savatage)

### Instrumentistas
- Henjo Ricther (Gamma Ray) - Guitarra
- Jens Ludwig (Edguy) - Guitarra
- Norman Meiritz - Guitarra
- Timo Tolkki (Ex - Stratovarius, Revolution Renaissance) - Guitarra
- Markus Grosskopf (Helloween) - Baixo
- Eric Singer (Alice Cooper, Black Sabbath, Kiss, Badlands) - Bateria
- Alex Holzwarth (Rhapsody of Fire) - Bateria
- Tobias Sammet (Edguy) - Teclado, Orquestrações e Baixo
- Frank Tischer - Piano
- Sascha Paeth (Heaven's Gate), (Luca Turilli, Aina) - Guitarra
- Kai Hansen (Helloween, Gamma Ray) - Guitarra
- Rudolf Schenker (Scorpions) - Guitarra
- Michael Miro Rodenberg (Luca Turilli, Aina),Heaven's Gate)  - Teclado, Orquestrações
- Jens Johansson (Stratovarius, Dio, Yngwie Malmsteen) - teclado,
- Bruce Kulick (ex-Kiss, Carreira solo) - Guitarra
- Oliver Hartmann (ex-At Vance, Hartmann) - Guitarra
- Felix Bohnke (Edguy) - Bateria
- Simon Oberender - Órgão
- Robert Hunecke-Rizzo (Heaven's Gate, Luca Turilli, Aina) - Baixo

## Discografia
Álbuns de estúdio
- The Metal Opera (2001)
- The Metal Opera Part II (2002)
- The Scarecrow (2008)
- The Wicked Symphony (2010)
- Angel of Babylon (2010)
- The Mystery of Time (2013)
- Ghostlights (2016)
- Moonglow (2019)
- A Paranormal Evening with the Moonflower Society (2022)

Álbuns ao vivo
- The Flying Opera (2011)

EP
- Avantasia (2000)
- Lost In Space Part I (2007)
- Lost In Space Part II (2007)

Singles
- "Avantasia" (2000)
- "Lost in Space" (Single promocional) - (2007)
- "Carry me Over" (Single promocional) - (2007)
- "Dying for an Angel" - (2010)
- "Sleepwalking" - (2013)
- "Mystery of a Blood Red Rose" - (2016)
- "The Raven Child" - (2018)
- "Moonglow" - (2019)

DVDs
- The Flying Opera (2011)